# Baldone kommun
Baldones novads var en kommun i Lettland. Den låg i den centrala delen av landet, 29 km sydost om huvudstaden Riga. Antalet invånare var 5 502. Arean var 179 kvadratkilometer. Baldones novads gränsar till Ķekava, Olaine, Iecavas novads, Ķeguma novads och Vecumnieku novads.
2021 slogs kommunen samman med Ķekava kommun.
Följande samhällen fanns i Baldones novads:
- Baldone